# Батово (Ленінградська область)

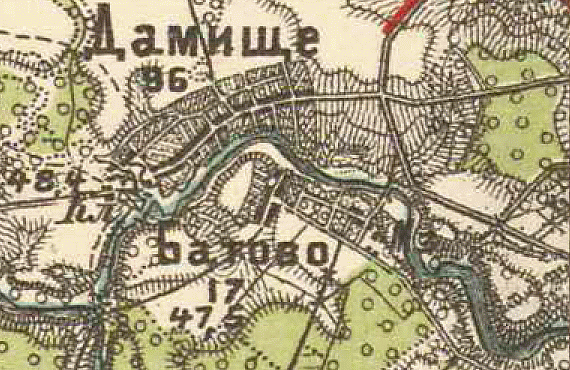
План присілка Батово. 1913 р.

Батово (рос. Батово) — присілок Рождественського сільського поселення у складі Гатчинського району Ленінградської області Російської Федерації.

## Географія
Присілок Батово розташований у південно-західній частині району на правому березі річки Оредеж.
Відстань до адміністративного центру — 5 км (село Рождествено).
Відстань до найближчої залізничної станції Сиверська — 12 км.

## Історія
Першу писемну згадку про поселення Батово знаходимо в Пісцовій книзі Водської п'ятини Новгородської землі від 1500 року, яке входило до переліку Нікольського Грезневського погосту Копорського повіту.
Згодом, земельна ділянка Батово згадується як пустка (шв. Batouo Ödhe) Грезневського погосту в шведських «Пісцових книгах Іжорської землі» 1618 -1623 років.
На карті Інгерманландії, укладеної Августом Івановичем Бергенгейма за матеріалами 1676 року, Батово згадується як присілок Potua.
На «Генеральній карті провінції Інгерманландії» укладеної шведами 1704 року використовується назва Pottua.
1770 року присілок Батово знаходимо на карті Санкт-Петербурзької губернії Я. Ф. Шміта.
З 1800 року Батовські землі належали Анастасії Матвіївні Ессен, матері відомого російського поета-декабриста Рилєєва Кіндрата Федоровича. Саме в маєтку Батово пройшли його дитячі роки. Згодом, Кіндрат Рилєєв часто приїжджав до матері, яка там прожила до 1824 року. Маєток Рилєєва у Батові відвідували відомі декабристи — Бестужев Олександр і Кюхельбекер Вільгельм.

Про перебування у Батові свідчать рядки рилєєвської думи «Царевич Алексей Петрович в Рожествене» 1823 року:
Страшно воет лес дремучий,
Ветр в ущелиях свистит,
И украдкой из-за тучи
Месяц в Оредеж глядит.
Будинок у Батові був дерев'яним й одноповерховим. На території маєтку знаходились селянська хата, конюшні, сарай для карет і двоповерховий флігель (амбар, хижа й комірки). В описі за 1826 р. сказано, що всі будівлі «в самом ветхом состоянии, происшедшем от времени по случаю давней постройки…».
1854 року маєток Батово придбала родина Набокових, відомими представниками якої є:
- Набоков Дмитро Миколайович — міністр юстиції при Олександрі II
- Набоков Володимир Дмитрович — один із лідерів партії кадетів
- Набоков Володимир Володимирович — російський і американський письменник

1864—1865 р. тимчасово зобов'язані селяни присілка Батово викупили свої земельні ділянки в баронеси Корф Н. О. та стали їх власниками.
У XIX — початку XX століття просілок адміністративно належав до Рождественської волості 2-го стану Царськосільського повіту Санкт-Петербурзької губернії.
За даними «Памятной книжки Санкт-Петербургской губернии» 1905 року маєток Батово площею 741 десятин належала дружині статс-секретаря і члена Державної Ради — Набоковій Марії Фердинандовні.
1913 року маєток було продано акціонерному товариству «Строитель» для будівництва лісопильного заводу. Присілок Батово тоді налічував 17 дворів.
З 1917 по 1923 роки Батово входить до складу Даймищенської селищної ради Рождественської волості Царськосільського повіту. З 1923 року перебуває у складі Гатчинського повіту, а з 1927 року — Гатчинського району. 1926 року населення присілку Батово складало 166 осіб.
За адміністративними даними 1933 року присілок Батово підпорядковується Даймищенській сільраді Красногвардейського району. 1940 року населення Батово складало 76 осіб.
З 1 серпня 1941 року по 31 грудня 1943 року присілок знаходився в окупації.
1954 року Батово входить до складу Рождественської сільради.
У 1960-ті роки поряд з присілком побудували птахофабрику «Заводська», тепер — аґрокомплекс «Оредеж». Поряд з фабрикою побудовано присілок з 5-поверховими будинками.
За даними 1966 і 1990 років присілок Батово входить до складу Рождественської сільради Гатчинського району.
1997 року в Батові проживають 1504 осіб, 2002 році — 1487 осіб (росіян — 91 %), 2007 року — 1464 осіб, 2010 року — 1439 осіб.

## Населення
| 1838  | 1862  | 1926 | 1940 | 1997  | 2007  | 2010  |
| ----- | ----- | ---- | ---- | ----- | ----- | ----- |
| 82    | ↗118  | ↗166 | ↘76  | ↗1504 | ↘1464 | ↘1439 |
| 2011  | 2017  |      |      |       |       |       |
| ↗1499 | ↘1488 |      |      |       |       |       |

## Організації
- Аптечний і фельдшерсько-акушерський пункти
- Відділення поштового зв'язку
- Яслі-сад
- Культурно-дозвільний центр
- Бібліотека
- ЗАТ Агрокомплекс «Оредеж» — сільськогосподарська продукція

## Світлини

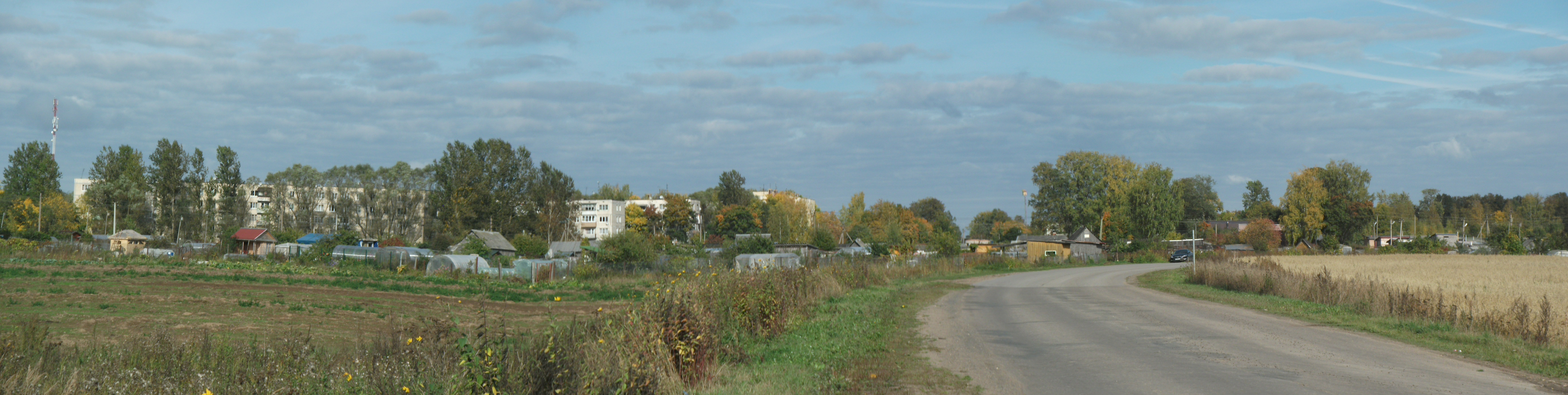
Батово — панорама

## Транспорт
Присілок розташований на захід від автошляху М20 (Е95): Санкт-Петербург — Псков — кордон із Білоруссю.
Найближча залізнична станція — Сиверська, знаходиться на північному заході від присілку.

## Пам'ятки
- У XIX — початку XX століття у Батові знаходився маєток сім'ї Рилєєва, Набокових, графів Корфів.
- Сьогодні в батовському парку на березі Оредежу розміщена пам′ятна дошка з портретом Кіндрата Рилєєва, з написом: «Здесь, в усадьбе Батово, 18 сентября 1795 года родился, провёл детские годы и впоследствии неоднократно бывал выдающийся поэт-декабрист Кондратий Фёдорович Рылеев». Автор проекту — архітектор колхозу імені В.Леніна Олександр Сьомочкін.
- На місці будинку встановлено пам'ятник К. Рилєєву.